# Andethele lucma
Andethele lucma är en spindelart som beskrevs av Coyle 1995. Andethele lucma ingår i släktet Andethele och familjen Dipluridae.
Artens utbredningsområde är Peru. Inga underarter finns listade i Catalogue of Life.